# Interstate 30
Az Interstate 30 (I-30, 30-as országos autópálya) az Amerikai Egyesült Államok déli részén helyezkedik el. Annak ellenére, hogy a legtöbb 0-ra végződő Interstate autópályák az országot keresztezik, a két államon át haladó I-30 viszonylag rövid. Fort Worth-ből, Texas államból indul, áthalad Dallas-on és Little Rock-ban, Arkansas államban ér véget. Teljes hosszúsága kevesebb, mint 600 km. A Fort Worth és Dallas közötti szakasz neve Tom Landry Freeway.

## Nyomvonala
| állam   | mérföld | kilométer |
| ------- | ------- | --------- |
| TX      | 223,74  | 360,07    |
| AR      | 143,02  | 230,17    |
| Teljes: | 366,76  | 590,24    |

### Államok

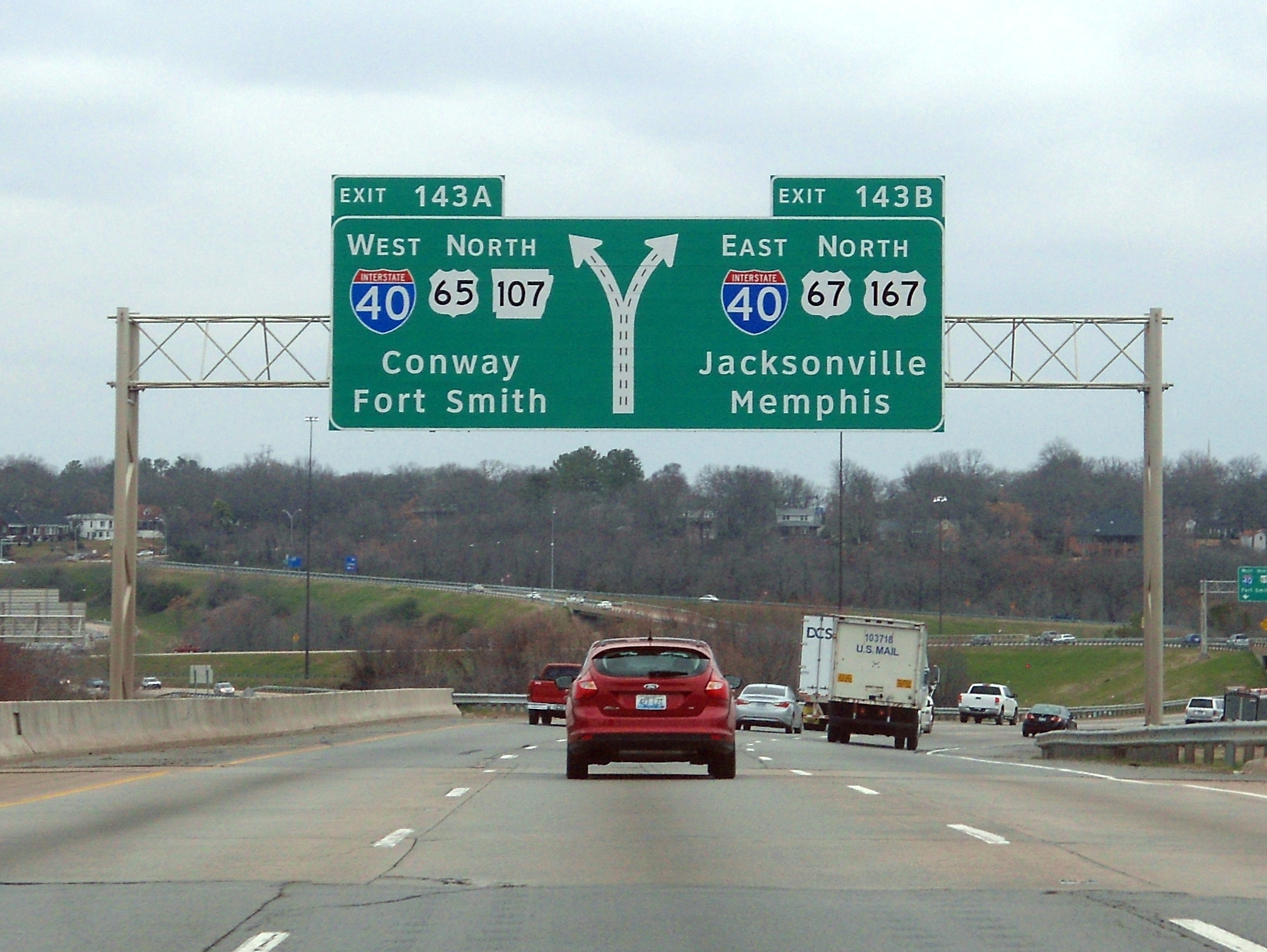
Az I-30 keleti végpontja, Little Rock-nál

- Texas
- Arkansas

### Nagyobb városok
- Fort Worth, Texas
- Dallas, Texas
- Texarkana, Texas
- Texarkana, Arkansas
- Little Rock, Arkansas

### Fontosabb kereszteződések
- Interstate 20 - Fort Worth, Texas
- Interstate 35W - Fort Worth, Texas
- Interstate 35E - Dallas, Texas
- Interstate 45 - Dallas, Texas
- Interstate 49 - Texarkana, Arkansas
- Interstate 40 - Little Rock, Arkansas
- U.S. Route 65 és 67 - Little Rock, Arkansas

## Fordítás
- Ez a szócikk részben vagy egészben  az   Interstate 30 című angol Wikipédia-szócikk fordításán alapul.  Az eredeti cikk szerkesztőit annak laptörténete sorolja fel. Ez a jelzés csupán a megfogalmazás eredetét és a szerzői jogokat jelzi, nem szolgál a cikkben szereplő információk forrásmegjelöléseként.